# The Werewolf of Washington
The Werewolf of Washington és una pel·lícula de comèdia de terror estatunidenca de 1973 escrita i dirigida per Milton Moses Ginsberg i protagonitzada per Dean Stockwell. Produïda per Nina Schulman, satiritza diversos individus de la presidència de Richard Nixon. Va participar com a part de la secció oficial al IX Festival Internacional de Cinema Fantàstic i de Terror (1976)

## Trama
Jack Whittier (Dean Stockwell) és el secretari de premsa de la Casa Blanca i del president dels Estats Units; mentre estava en assignació a Hongria, és mossegat per un llop que en realitat resulta ser un home. Quan Jack intenta denunciar-ho, creu que és obra de Comunistes. Aleshores coneix una dona gitana que li diu que era el seu fill i que havia de morir per salvar-se. Aleshores li dona un encant i li diu que tingui cura ara que pot patir els mateixos efectes.
Quan torna a Washington D.C., és assignat al President (Biff McGuire); també ha tingut una aventura amb la filla del president, Marion (Jane House). De sobte, Jack comença a sentir diferents canvis sobre ell sempre que la lluna està plena. De sobte es produeixen nombrosos assassinats a tot Washington, tots relacionats amb el personal del president. Jack està ara convençut que és un home llop; quan intenta explicar-ho al seu superior, el comandant Salmon (Beeson Carroll), aquest no s'ho creu. Aleshores, Jack presenta un patró d'on s'han produït els assassinats en forma d'un pentagrama; el convenç (Salmon) de tancar-lo al seu pis i restringir-lo i també de ser documentat. El president necessita Jack per a una entrevista especial amb el primer ministre xinès; tanmateix, Jack comença a convertir-se en un home llop i ataca el president.
Aleshores marxa cap a Marion, que després li dispara amb una bala de plata, matant-lo i tornant-lo a la seva forma humana. Molts testimonis decideixen encobrir l'acte dient que Jack va entrar de valent en la línia de foc.
En àudio sobre els crèdits de tancament, el president es dirigeix a la nació. Al final, comença a convertir-se en un home llop.

## Repartiment
- Dean Stockwell com a Jack Whittier
- Katalin Kallay com a Giselle
- Henry Ferrentino com a Beal
- Despo Diamantidou com a dona gitana
- Thayer David com a inspector
- Nancy Andrews com a Sra. Margie Captree
- Clifton James com a fiscal general
- Biff McGuire com a President
- Jack Waltzer com a secretari de nomenaments
- Ben Yaffee com el Sr. captree
- Jane House com a Marion
- Beeson Carroll com a comandant Salmon
- Michael Dunn com el Dr. Kiss
- Harry Stockwell com a militar número 2

## Llançament
La pel·lícula va ser estrenada originalment als Estats Units per Diplomat el 1973.
En VHS i DVD, la pel·lícula ha estat llançada per diversos segells al llarg dels anys amb una legitimitat qüestionable dels drets i presentacions deficients. També es va publicar en DVD com a part de la sèrie "Movie Macabre" d'Elvira, presentada per Elvira interpretada per Cassandra Peterson.